# کاسیانو سسپدس
کاسیانو سسپدس (اسپانیایی: Casiano Céspedes‎؛ زادهٔ ۱۹۲۴ - درگذشته نامشخص) بازیکن فوتبال اهل پاراگوئه بود.
از باشگاه‌هایی که در آن بازی کرده‌است می‌توان به باشگاه ورزشی الیمپیا اشاره کرد.
وی همچنین در تیم ملی فوتبال پاراگوئه بازی کرده‌است.